# Kyrysník

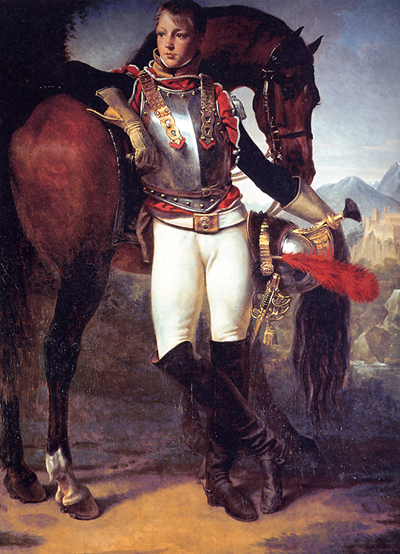
Francouzský kyrysník z doby napoleonských válek

Kyrysník, někdy také kyrysar, byl příslušník těžkého jezdectva, vybavený palnými i chladnými zbraněmi a zbrojí, od jejíž hlavní části, oboustranného kyrysu, odvozovali kyrysníci svůj název. Kyrysníci se začali objevovat koncem 15. století jako náhrada za tradiční rytířské jezdectvo.

## Zbroj azbraně
Kyrys, chránící hruď a zpočátku i záda, byl základní součástí zbroje kyrysníků, která se ve výzbroji zachovala až do 19. století. Poskytovala ochranu nejen proti chladným zbraním – mečům a kopím – ale částečně i proti střelám z palných zbraní, a to nejen pistolí, ale rovněž těžších arkebuz.
Dalšími součástmi zbroje byly uzavřená helma s hledím, článkové rukavice, plátová ochrana paží a lamelová ochrana stehen. Jedinou odlišností od zbroje rytířů byly kožené jezdecké boty sahající až ke kolenům. Zbroj kyrysníků byla postupem času redukována, helma s hledím byla nahrazena otevřenou helmou s lícnicemi a poslední kyrysnické pluky už byly vybaveny jen hrudními pláty.
Výzbroj kyrysníků se skládala v počátcích z krátkého jezdeckého kopí, sečné zbraně a dvou až čtyř jezdeckých pistolí s kolečkovými zámky. Kopí vymizelo z výzbroje kyrysníků počátkem 17. století. Sečné zbraně užívané kyrysníky byly v počátcích meče, později palaše a rapíry. Pistole byly umístěny v holstrech na sedle kvůli délce hlavní křížem – pistole pro levou ruku na pravé straně sedla a naopak – a později kvůli snazšímu tasení i spouští dopředu.

## Historie
První jednotka kyrysníků byla zformována císařem Maxmiliánem I. V rakouské armádě přestali používat kyrys po roce 1860 z důvodu rozvoje palných zbraní, proti kterým kyrys nechránil a v boji byl spíš na obtíž. V rakousko-uherské armádě se v roce 1867 přeměnily kyrysnické pluky v dragounské.